# شان مک‌الیستر
شان مک‌الیستر (انگلیسی: Sean McAllister؛ زادهٔ ۱۵ اوت ۱۹۸۷) بازیکن فوتبال اهل بریتانیا است.
از باشگاه‌هایی که در آن بازی کرده‌است می‌توان به باشگاه فوتبال بری، باشگاه فوتبال اسکانتورپ یونایتد، باشگاه فوتبال گریمزبی تاون، باشگاه فوتبال شروزبری تاون، باشگاه فوتبال بولتون واندررز، باشگاه فوتبال شفیلد ونزدی، باشگاه فوتبال منزفیلد تاون، و باشگاه فوتبال پورت ویل اشاره کرد.